# Reinickendorfer Straße (metrostation)
Reinickendorfer Straße is een station van de metro van Berlijn, gelegen onder de kruising van de Müllerstraße in het Berlijnse stadsdeel Wedding. Het metrostation werd geopend op 8 maart 1923 aan het eerste deel van de Nord-Süd-Bahn, de huidige lijn U6. Tijdens de deling van de stad was Reinickendorfer Straße het laatste West-Berlijnse station op de lijn, die in zuidelijke richting enkele kilometers onder Oost-Berlijns grondgebied liep. De stations op het transittraject werden zonder te stoppen gepasseerd.